# 킨타나역
킨타나역(스페인어: Quintana)은 마드리드 지하철 5호선의 역이다. 마드리드 시우다드리네알 구의 라고 콘스탄사 거리와 알칼라 거리가 만나는 부근의 킨타나 광장 지하에 위치해 있다. 요금구역상으로는 A구역에 속한다.

## 역사
1964년 5월 28일 2호선의 일부로 개통되어 처음 영업에 들어갔으나, 1970년 7월 20일부터 신설된 5호선의 벤타스-시우다드 리네알 구간에 편입되어 지금에 이른다. 마드리드 지하철에서 몇 안되는 곡면 승강장의 역이며, 1964년에 지어진 유일한 지하철 구간이기도 하다.

## 환승 정보
역 주변에 시내버스 정류장이 두 곳 있다.
버스
- 시내버스
  - 38, 113번 노선 (주간)
  - N5번 노선 (야간)

지하철
| 마드리드 지하철                    | 마드리드 지하철       | 마드리드 지하철     |
| ---------------------------------- | --------------------- | ------------------- |
| 푸에블로 누에보 알라메다 데 오수나 | 마드리드 지하철 5호선 | 벤타스 카사 데 캄포 |